# 貝加爾山脈
贝加尔山脉（Байкальский хребет），是俄罗斯贝加尔湖西北沿岸的一座陡峭高山山脉，东北—西南走向，为中西伯利亚高原的南缘，长300公里，为贝加尔湖水系和勒拿河水系的分水岭，勒拿河发源于此。贝加尔山脉最高峰切尔斯基峰海拔2572米，以波兰探险家扬·切尔斯基命名。